# Nexe grupa
Nexe d.d. je hrvatska tvrtka sa sjedištem u centru Slavonije, gradu Našicama. Nexe d.d. se razvio iz Našicecementa d.d. Našice. Zahvaljujući dobrim financijskim rezultatima tvornice, Našicecement je prerastao u Nexe grupu, a danas u Nexe d.d. Poslovni sustav 16 tvrtki, koji predstavlja jedan od najznačajnijih poslovnih subjekata u proizvodnji građevinskog materijala u ovom dijelu Europe (najjači u Hrvatskoj i na području bivše Jugoslavije).

## Vlasnik Nexe grupe
Ivan Ergović - rođen je 7. kolovoza 1956. godine u Feričancima kod Našica. Srednju strojarsku tehničku školu završio je u Zagrebu 1975. godine. Diplomirao je 1982. godine na Fakultetu strojarstva i brodogradnje u Zagrebu. Kao pripravnik je radio u R.O. Rade Končar – Elektrouređaji Zagreb. U Tvornici cementa Našice počeo je raditi 19. rujna 1983. godine kao inženjer strojarstva u službi održavanja. Šef službe strojarskog održavanja postao je 1. lipnja 1987., a 28. lipnja 1990. godine je od strane tadašnjeg radničkog savjeta TC Našice imenovan glavnim direktorom poduzeća. Od 10. travnja 1995. godine je generalni direktor Našicecementa d.d., odnosno od 24. svibnja 2001. godine predsjednik uprave. Od srpnja 2003. godine predsjednik je uprave Nexe grupe d.d. Našice. Od 2001. do 2008. bio je član izvršnog odbora HUP-a. Od veljače 2011. do kraja svibnja 2012. obnašao je funkciju predsjednika Izvršnog odbora Hrvatske udruge poslodavaca. Član je Savjeta i Vijeća članica HUP-a.

## Vanjske poveznice
- Nexe d. d. Hrvatska tehnička enciklopedija, portal hrvatske tehničke baštine. LZMK